# Клукуан (Аляска)
Клукуан (англ. Klukwan; тлин. Tlákw.aan) — статистически обособленная местность в штате Аляска, США. Фактически расположен в зоне переписи населения Хуна-Ангун, однако является анклавом боро Хейнс. По данным переписи 2010 года, численность населения составила 95 человек.

## История
Клукуан был построен тлинкитами на торговом пути. В 1880 году получил официальное название. В переводе с тлингитского Tlakw Áan означает «вечная деревня». Клукуан — последняя оставшаяся деревня тлинкитов в этом районе, основанная до 1900 года.

## География
Клукуан расположен в 34 км к  северо-западу от Хейнса на северном берегу реки Чилкат в районе трассы Хейнс.
По данным Бюро переписи населения США, статистически обособленная местность имеет общую площадь 4,9 км² из которых 3,6 км² — земля, а 1,3 км² (26,55%) — водная поверхность.
Клукуан — анклав боро Хейнс. Хотя Клукуан и относится к зоне переписи населения Хуна-Ангун, он окружён со всех сторон боро Хейнс.

## Демография
По данным переписи населения 2000 года, население CDP составляло 139 человек, плотность населения составляла 43,3 чел./км². Было зарегистрировано более 85 жилых домов.
Всего в статистически обособленной местности проживало 44 семьи, из которых 54,5 % имели детей в возрасте до 18 лет, проживающих с ними, 45,5 % — супружеские пары, живущие вместе, в 15,9 % семей женщины проживали без мужей, а 27,3 % не имели семей.
33,1 % населения статистически обособленной местности — несовершеннолетние, 13,7 % в возрасте от 18 до 24 лет, 23,7 % — от 25 до 44 лет, ещё 23 % — в возрасте от 45 до 64 лет, 6,5 % населения старше 65 лет. Средний возраст составлял 27 лет. На каждые 100 женщин приходилось 104,4 мужчин.
Средний доход на одно домашнее хозяйство в статистически обособленной местности составил $30 714, а средний доход на одну семью — $31 563. Средний доход мужчин — $26 250, женщин — $26 250. Доход на душу населения в статистически обособленной местности составил $11 612. 1,5 % населения статистически обособленной местности находились за чертой бедности.